# 迪特維爾

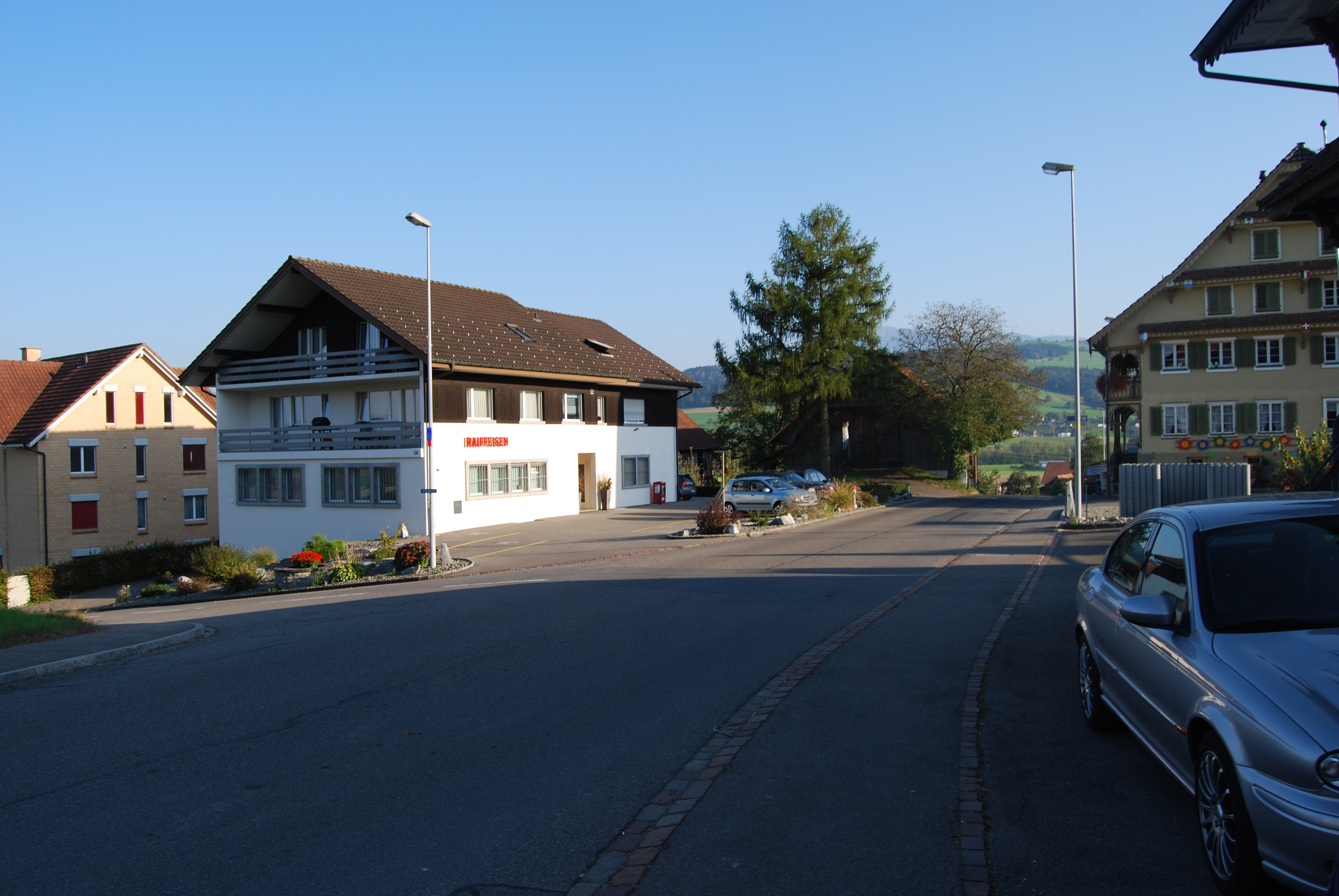

迪特維爾是瑞士的城鎮，位於該國北部，由阿爾高州負責管轄，面積5.5平方公里，海拔高度424米，2012年人口1,257，八成人口信奉羅馬天主教，人口密度每平方公里229人。

## 外部連結
- Official website[] （德文）